# Parten och Hov
Parten och Hov är två byar väster om Vallsta i Arbrå distrikt i Bollnäs kommun, Gävleborgs län. SCB avgränsade mellan 1990 och 2023 bebyggelsen i byarna som en småort och gav den ett sammansatt namn. Vid avgränsningen 2023 klassades bebyggelsen som en del av tätorten Vallsta.
Parten tros ursprungligen varit namnet på gården Jon-Lars i Hov som också kallades Partgården vid storskiftet 1790.